# Аян (приток Хеты)
Аян — река в России, протекает по Таймырскому Долгано-Ненецкому району Красноярского края. Длина реки — 181 км, площадь водосборного бассейна — 15,9 тыс. км². Сливаясь с Аякли, образует Хету.

## География
Название реки на эвенском означает «старица», «залив», «речная губа», «протока».
Высота истока — 465 м над уровнем моря. Аян берет свое начало из вод северо-западной части тектонического озера Аян, которое располагается на плато Путорана, на высоте 470 метров над уровнем моря. Проходит севернее Северного полярного круга.
На всём протяжении Аян — горная река, русло которой имеет форму аллювиальной равнины. В верхней части реки (начиная от истока до места впадения одного из притоков Большая Хонна-Макит) долина Аяна — ущелье с глубокими резными оврагами. Ниже Аян поворачивает на северо-восток, и его долина приобретает вид каньона. Врез каньона в плато достигает 0,6 километров, русло характеризуется врезанными излучинами со скалистыми вогнутыми берегами, а ещё ниже приобретает преимущественно разветвлённую извилистую структуру. Ширина русла достигает 200 метров на неразветвлённых участках до 1,5 км в самой широкой части при разделении на несколько рукавов. Уклон реки — 2,1 м/км.
Аллювий реки преимущественно галечный, русло Аяна характеризуется большим количеством осерёдков. В долине Аяна и его притоков преобладают лесотундровая растительность, лиственничные редколесья на аллювиальных слоистых почвах; борта долины и водоразделы представлены каменистыми гольцами с отдельными островками тундровой растительности на горных тундровых почвах.
Основные притоки: Холокит, Дакит, Хукэлче, Большая Хонна-Макит, Калтамы, Муниль.
Сливаясь с рекой Аякли, становится левым притоком реки Хета, юго-западного истока реки Хатанга. Площадь речного бассейна — 15,9 тыс. км² — 2-й по площади бассейна (после Маймечи) и 4-й по длине приток Хеты.

## Гидрология
Климат бассейна реки Аяна умеренный континентальный, суровый, типичный для мест, расположенных за Северным полярным кругом: с холодными, бесснежными зимами (до −40 °C); прохладным коротким летом с небольшим количеством осадков (температура воздуха около +12 °C, осадки до 500 мм).
Питание реки — снеговое. Среднемноголетний расход воды в устье около 570 м³/с (объём стока 17,99 км³/год). На зиму (ноябрь-май) приходится около 8 % годового водного стока. Река скована льдом с середины сентября по июнь. В июне начинается невысокое растянутое половодье. Вода реки прозрачная, незамутненная.
Воды Аяна по химическому составу являются гидрокарбонатными. Минерализация воды менее 50 мг/л.
Бассейн реки с точки зрения добычи полезных ископаемых не осваивается.